# 趙魏 (1746年)
趙魏（1746年—1825年），字恪用，号晋斋，一号菉森，仁和（今浙江杭州）人，清朝书画家、金石学家、藏书家。
精于考证碑版，常訪於荒僻，不辭勞苦。乾隆六十年入阮元幕府，校订《山左金石志》、《七经孟子考文》等。